# Urszula Kielanová
Urszula Kielanová (* 10. října 1960 Otwock, Mazovské vojvodství) je bývalá polská atletka, stříbrná olympijská medailistka a halová vicemistryně Evropy ve skoku do výšky.

## Kariéra
Své největší sportovní úspěchy zaznamenala především na přelomu sedmdesátých a osmdesátých let 20. století. Na juniorském mistrovství Evropy v Doněcku v roce 1977 skončila sedmá. O rok později získala bronzovou medaili na halovém mistrovství Evropy v Miláně a zúčastnila se evropského šampionátu, který pořádala Praha. Na strahovském stadionu Evžena Rošického obsadila výkonem 185 cm 8. místo.
V roce 1979 ve Vídni vybojovala na halovém ME stříbrnou medaili (185 cm). Na následujícím halovém ME 1980 v tehdy západoněmeckém Sindelfingenu získala bronz. Ve finále překonala laťku ve výšce 193 cm. Na Letních olympijských hrách 1980 v Moskvě prohrála jen s italskou výškařkou Sarou Simeoniovou, která jako jediná v soutěži překonala laťku ve výšce 197 cm. Jejím posledním úspěchem byla bronzová medaile na halovém ME 1981 ve francouzském Grenoblu, kde si vytvořila výkonem 194 cm osobní rekord. Na halovém evropském šampionátu v Madridu v roce 1986 skončila na 9. místě. O rok později na halovém MS v americkém Indianapolisu se umístila na 11. místě.
Je trojnásobnou vítězkou třineckého halového mítinku Beskydská laťka z let 1978 – 1980. Do roku 2005 držela hodnotou 193 cm rekord mítinku. Je trojnásobnou halovou mistryní Polska (1978, 1979, 1981) a dvojnásobnou mistryní Polska pod otevřeným nebem (1978, 1980).

### Osobní rekordy
- hala – 194 cm – 22. února 1981, Grenoble
- venku – 195 cm – 28. května 1980, Grudziądz